# Der Mönch und der Fisch
Der Mönch und der Fisch ist ein französischer animierter Kurzfilm von Michael Dudok de Wit aus dem Jahr 1994.

## Handlung
Ein Mönch sitzt am künstlichen See des Klosters, als plötzlich ein Fisch aus dem Wasser springt. Der Mönche eilt los und holt Eimer und Stange, um den Fisch zu fangen. Dieser ist jedoch zu schnell für den Mönch, der es nun mit einem Fischnetz probiert. Immer wieder fällt er auf der Jagd ins Wasser, kann den Fisch jedoch auch im Wasser nicht fangen. Als er den anderen Mönchen des Klosters den Fisch zeigen will, lässt der sich nicht blicken.
Der Mönch findet nun keine Ruhe mehr. Er kann sich nicht auf das Studieren der Schriften konzentrieren und schleicht sich nachts aus dem Schlafsaal, um den Fisch bei Kerzenschein zu erwischen. Am Ende verfolgt er den Fisch hartnäckig durch die ganze Welt, an Kanälen an den Pyramiden vorbei und Wasserterrassen in Asien hinunter, bis er mit dem Fisch spirituell versöhnt wird: Beide werden in die Luft getragen, kommen hier erstmals in Kontakt und schweben gemeinsam davon.

## Produktion
Der Mönch und der Fisch wurde mit Tusche und Gouache auf Cels animiert. Die Filmmusik beruht auf einer Interpretation von Arcangelo Corellis La Folia.

## Auszeichnungen
Auf dem Ottawa International Animation Festival wurde Der Mönch und der Fisch 1994 mit dem Spezialpreis der Jury ausgezeichnet. Er erhielt 1996 einen César als Bester animierter Kurzfilm.
Der Mönch und der Fisch war 1995 für einen Oscar in der Kategorie „Bester animierter Kurzfilm“ nominiert, konnte sich jedoch nicht gegen Bob’s Birthday durchsetzen. Zudem erhielt er eine BAFTA-Nominierung als Bester animierter Kurzfilm.